# Ölands kommun

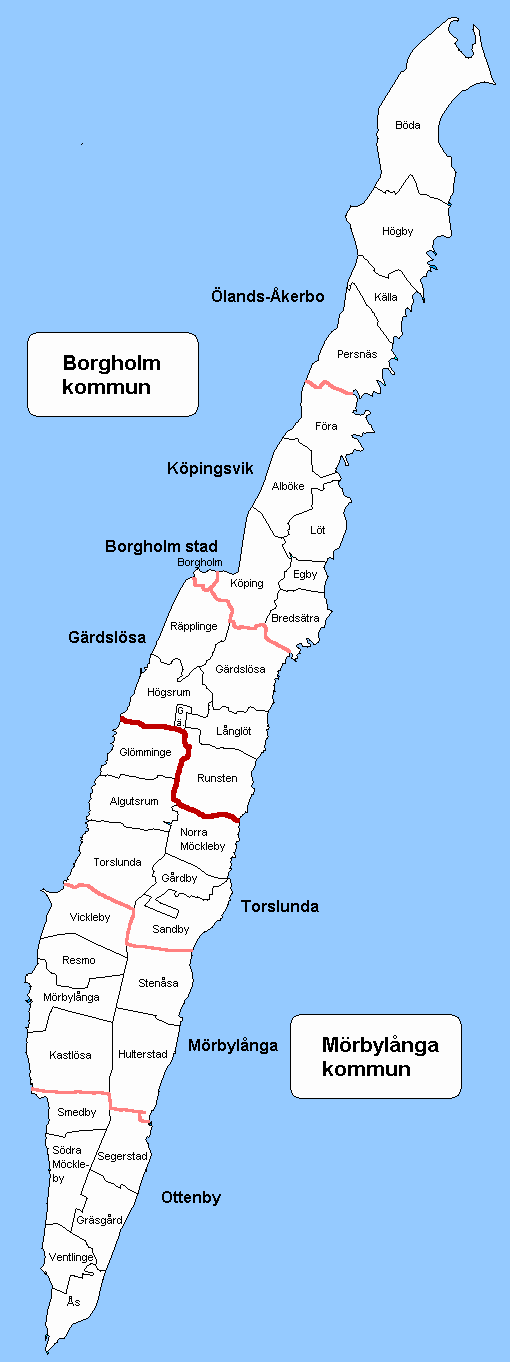
Socknar på Öland. Socknars namn är skrivet i minst storlek, något större är kommunerna som fanns före 1971 och allra störst skrivet är namnet på dagens kommuner.

Ölands kommun är en föreslagen kommun omfattande den svenska ön Öland i Östersjön, det vill säga en hopslagning av nuvarande Borgholms kommun och Mörbylånga kommuner. Jämförelse har gjorts med såväl Gotland i Sverige som Bornholm och i Danmark, vilka båda har en gemensam kommun för respektive ö. 

## Folkomröstningar
Den 7 juni 2009, samtidigt som Europaparlamentsvalet 2009, röstade invånarna i Mörbylånga kommun och Borgholms kommun om att slå samman sina kommuner till en. Resultatet blev negativt. Nej-sidan segrade med 56,0% mot ja-sidans 41,1%. Motståndet mot en gemensam kommun var starkare i Mörbylånga kommun än i Borgholms kommun. Söndagen den 26 maj 2019, samtidigt som Europaparlamentsvalet 2019, ägde en ny folkomröstning rum. Med 7597 nej-röster mot 5793 ja-röster blev det ingen sammanslagning.